# Ляпунов, Игорь Дмитриевич
Игорь Дмитриевич Ляпунов (20 октября 1941, Москва — 13 сентября 1996) — российский, ранее советский, шахматный композитор. Вице-президент Постоянной комиссии ФИДЕ по шахматной композиции (1972—1982), председатель Центральной комиссии по шахматной композиции (1972—1980).Инженер- металлург. Журналист. Опубликовал свыше 30 задач. Дочь Ляпунова Елена Игоревна, 21.12.1963 г.